# الطيرة (بيسان)
الطيرة أو المرج أو الزعبية تقع في أقصى شمال قضاء بيسان، عند الحدود الجنوبية لقضاء طبريا وقضاء الناصرة، وتبعد عن مدينة بيسان حوالي 17.5 كم، وترتفع عن سطح البحر 125م. تبلغ مساحة أراضيها 10,207 دونمات. تحيط بها أراضي قرى سرين وكفر مصر ووادي البيره ودنة والطيبة. وقدر عدد سكانها عام 1922 حوالي (130) نسمة، وفي عام 1945 (200)نسمة، منهم 150 عربياً و50 يهودياً تضم القرية جبل طيرة الخاربة في الجنوب ويحتوي على مدافن ومغائر وصهاريج. قامت المنظمات الصهيونية المسلحة بهدم القرية وتشريد أهلها البالغ عددهم عام 1948 حوالي 174 نسمة، وكان ذلك في 15 أبريل 1948، ويبلغ مجموع اللاجئين من هذه القرية في عام 1998 حوالي 1,609 نسمة. بالقرب من موقع القرية بنيت «ظإرغون بوروحوف» عام 1943، وأعيد تسميتها عام 1948 لتصبح «كيبوتس غازيت». وقد ضمت قرية الطيرة إليها أواخر عام 1948.

## القرية اليوم
لم يبق منها سوى خرائب المنازل الحجرية، تغطيها الأعشاب والأشواك. والموقع مسيّج ويستخدمه المزارعون الإسرائيليون مرعى للمواشي. وتنمو أشجار السرو في الأراضي المجاورة.

## المغتصبات الصهيونية على اراضي القرية
تقع مستعمرة إرغون بوروخوف، التي أُسست في سنة 1943، بالقرب من موقع القرية. وفي 10 أيلول/سبتمبر 1948، تسلمت منظمة استيطانية أخرى المستعمرة، وأعادت تسميتها لتصبح كيبوتس غازيت، وفي أواخر سنة 1948 ضمّت قرية الطيرة إليها. وتقع غازيت على بعد 105 كيلومتر إلى الجنوب الغربي من موقع القرية، وعلى أراضيها. وثمة مستعمرة أخرى هي  كفار كيش  [الإنجليزية] أُسست في سنة 1946، وهي تقع على أراضي قرية معذر في قضاء طبرية، وعلى بعد نحو كيلومتر إلى الشمال الغربي من الطيرة.

## روابط خارجية
- موقع فلسطين في الذاكرة
- SWP map IX، IAA
- خريطة SWP 9، ويكيميديا كومنز